# Língua kunjen
Kunjen, ou Uw, é uma língua Paman falada na Península do Cabo York de Queensland, Austrália, pelo s povos Uw Oykangand people, Uw Olkola people e relacionados. É relacionada com a língua kuuk thaayorre e talvez com a língua kuuk yak.

## Dialetos
Dois dos seus dialetos, Uw Olkola (Olgolo) e Uw Oykangand (Koko Wanggara), são muito próximos e mutuamente inteligíveis, compartilhando 97% do seu Outros dois, Ogh-Undjan e Kawarrangg, são também próximos, mas algo distante do primeiro para citado. Kokinj (Kokiny) é um sub-dialeto do Ogh-Undjan.  Glottolog relaciona a variante Athima, mas não há documentação sobre isso.
Abaixo está uma tabela mostrando a inteligibilidade mútua no vocabulário entre os dialetos de Kunjen, com base em uma lista de 100 palavras básicas.
| Uw Oykangand | 97%        | 44%        | 38% |
| Uw Olkola    | Uw Olkola  | 43%        | 38% |
| Ogh-Undjan   | Ogh-Undjan | Ogh-Undjan | 82% |
| Kawarrangg   |            |            |     |

Um pequeno dicionário de Kunjen foi compilado por Philip Hamilton.

## Respeito pela sogra
Como em muitos outros idiomas australianos indígenas]], exemplo [[língua Dyirbal, Kunjen também tem um registro de respeito, um  jeito educado de falar com um potencial sogra e é chamado de  Olkel-Ilmbanhthi . A maior parte do vocabulário é substituída, enquanto as palavras afixos e funções são mantidos.
A sentença abaixo está em Uw Oykangand normal:
Alka-nhdh idu-rr ay
lancetar- Eu
"" Eu lancetei com uma lança "
O equivalente em  Olkel-Ilmbanhthi  é:
Udnga-nhdh yanganyunyja-rr ay
lancetar- Eu
" Eu lancetei com uma lança "

## Cultura popular
A palavra Uw Olkola para o crocodilo de água doce,  ogakor , foi usada como nome de uma tribo na 2ª temporada da série “Survivor: The Australian Outback” (reality show norte-americano em 2001.

## Fonologia

### Vogais
|                 | Anterior    | Posterior |
| Não arredondada | Arredondada |           |
| --------------- | ----------- | --------- |
| Fechada         | i           | u         |
| Meio fechada    | e           | o         |
| Aberta          | a           | a         |

Existe uma restrição lexical da harmonia vocélia em Kunjen: vogais fechadas e médias não ocorrem juntas numa palavra.

### Consoantes
|             |                   | Periférica | Periférica | Laminal  | Laminal    | Apical  | Apical |
| Bilabial    | Velar             | Palatal    | Dental     | Alveolar | Retroflexa |         |        |
| ----------- | ----------------- | ---------- | ---------- | -------- | ---------- | ------- | ------ |
| Plosiva     | Surda             | p /p/      | k /k/      | ch /c/   | th /t̪/     | t /t/   |        |
| Plosiva     | Sonora            | b /b/      | g /g/      | j /ɟ/    | dh /d̪/     | d /d/   |        |
| Nasal       | Plain             | m /m/      | ng /ŋ/     | ny /ɲ/   | nh /n̪/     | n /n/   |        |
| Nasal       | Pré plosiva nasal | bm /ᵇm/    | gng /ᶢŋ/   | jny /ᶡɲ/ | dnh /ᵈ̪n̪/   | dn /ᵈn/ |        |
| Vibrante    | Vibrante          |            |            |          |            | rr /r/  |        |
| Aproximante | Central           | w /w/      | w /w/      | y /j/    |            |         | r /ɻ/  |
| Aproximante | Lateral           |            |            | ly /ʎ/   | lh /l̪/     | l /l/   |        |